# Plan lotu (film)
Plan lotu (ang. Flightplan) – amerykański film fabularny (thriller) z 2005 w reżyserii Roberta Schwentke z Jodie Foster w roli głównej.

## Obsada
- Jodie Foster – Kyle
- Peter Sarsgaard – Carson
- Sean Bean – Kapitan Rich
- Kate Beahan – Stephanie
- Michael Irby – Obaid
- Assaf Cohen – Ahmed
- Erika Christensen – Fiona
- Shane Edelman – pan Loud
- Mary Gallagher – pani Loud
- Haley Ramm – Brittany Loud
- Forrest Landis – Rhett Loud
- Jana Kolesarova – Claudia
- Brent Sexton – Elias
- Marlene Lawston – Julia
- Judith Scott – Estella
- Matthew Bomer – Eric

## Opis fabuły
Kyle Pratt (Jodie Foster), która jest z zawodu inżynierem przemysłu lotniczego, po śmierci męża w wypadku, leci wraz z córką liniami Aalto Airlines z Berlina do Nowego Jorku. W trakcie lotu, kiedy Kyle spała, jej córka zniknęła, a nikt z pasażerów jej nie widział. Zdesperowana matka z coraz większą determinacją szuka córki, nie mając wsparcia ze strony załogi, którzy uważają, że jest niezrównoważona psychicznie. Lotniczy detektyw ma jej pilnować, żeby nie spowodowała zakłóceń na pokładzie. Po wielu dramatycznych wydarzeniach samolot ląduje w Nowej Fundlandii, a Kyle udaje się znaleźć córkę. Film, który jak na typowy thriller przystało, charakteryzuje się stopniowym narastaniem napięcia i trzymaniem widza w niepewności prawie do końcowych scen filmu. Okazuje się, iż wypadek męża, jak i zniknięcie córki były elementami skomplikowanego planu, w który zamieszanych było kilka osób.